# Emil Lumbeck
Emil Lumbeck (* 22. Februar 1886 in Remscheid; † 8. August 1979 in Wuppertal) ist der Erfinder der Kaltklebebindung, die noch heute nach ihm als „Lumbecken“ bezeichnet wird.

## Leben
Emil Lumbeck erlernte zunächst den Beruf des Eisen- und Stahlkaufmanns. Von 1919/1920 bis 1934 war er in leitender Stellung bei der Metallwarenfabrik Stocko in Wuppertal-Sonnborn tätig, die auf Verschlusstechnik spezialisiert war und u. a. Druckknöpfe, Haken, Ösen und Schnallen für Schuhe und Gürtel herstellte. Einige der Metallbestandteile der Verschlüsse wurden mit einem Schutzlack versiegelt, der jedoch häufig spröde wurde und sich ablöste. Ein Vorarbeiter der Firma Stocko fand eine Lösung, um die Lackschicht elastischer zu machen, nämlich den Zusatz von Harnstoff. Dadurch wurde Lumbecks Interesse für Fragen der Klebetechnik geweckt.
Lumbeck übernahm nach der nationalsozialistischen Machtergreifung 1934 die Leitung der Firma Otto Voss in Bochum, die in der Folge alleinig zuständig für die Auslieferung der Bücher und Zeitschriften des Zentralverlags der NSDAP in Westfalen wurde. 1936 begann er, ausgehend von Experimenten mit Nitrozellulose, die er bei Stocko kennengelernt hatte, nach einer Lösung zu suchen, wie man zerschlissene Bücher mit einer neuen haltbaren Bindung versehen konnte. Er schnitt dafür den Rücken ab und verklebte den Buchblockrücken mit einer Art Lack. Dafür wurden ihm zwischen 1937 und 1939 mehrere Patente erteilt. Zu einem wirklichen Erfolg wurden seine Entwicklungen jedoch erst, als er begann, anstatt des Lackes einen Kunstharzkleber zu verwenden, der die nunmehr einzelnen Blätter des Buchblocks fest miteinander verband. 1942 trat er mit seiner Erfindung erstmals vor die Fachöffentlichkeit.
Emil Lumbeck starb 93-jährig in Wuppertal.

## Das Lumbecken
Das von Emil Lumbeck gefundene Verfahren wurde in der Folge von der Industrie weitgehend übernommen und durch die Erfindung zahlreicher Maschinen immer weiter verbessert. Ungeachtet dessen gehört das Lumbecken auch heute noch zu den unentbehrlichen Techniken jener Buchbinder, die von Hand arbeiten.